# 1118年教宗選舉

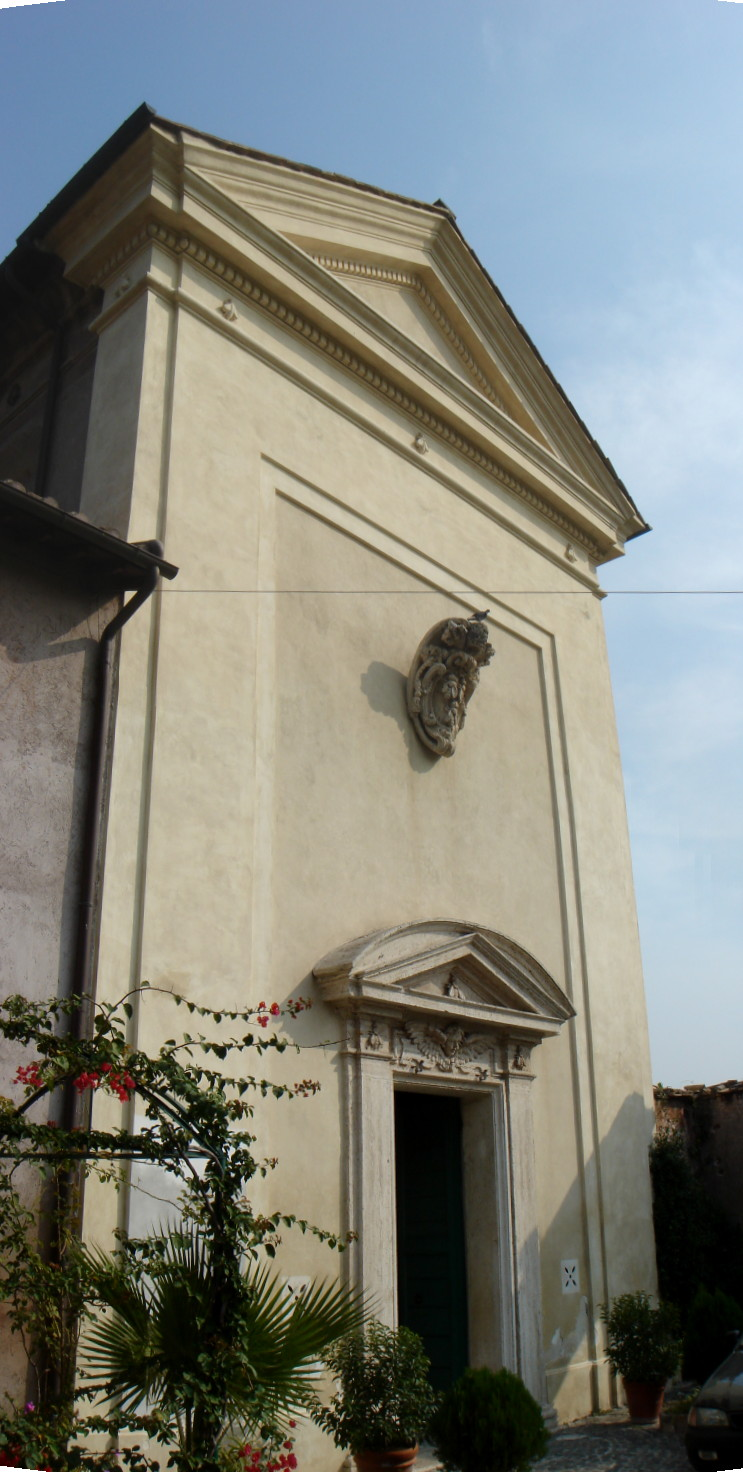
當年舉行選舉的巴拉丁諾山本篤會修道院現已成為聖塞巴斯蒂亞諾和帕拉蒂諾堂

1118年教宗選舉於1118年1月21日教宗帕斯卡二世離世後舉行的教宗選舉。這次亦是有紀錄以來首次設有首席司鐸和首席助祭的教宗選舉。選舉選出若望·卡塔尼樞機為新教宗，並取名為「傑拉二世」。

## 教宗帕斯二世離世
出任教宗18年的帕斯二世於1118年1月21日離世，他離世後於拉特朗聖若望大殿安葬。完成安葬後，這次教宗選舉於1月24日在羅馬巴拉丁諾山本篤會修道院舉行。

## 樞機選舉人
雖然根據由教宗尼古拉二世於1059年發布的教宗詔書《以上主之名》，主教級樞機是教宗選舉的唯一選舉人，但是在這次選舉中司鐸級樞機和執事級樞機亦擁有投票權。
1118年1月的樞機團的樞機數目和數據是十分不完整的。這些數據於數十年後才由聖葛斯默和達彌盎聖殿司鐸級樞機比薩的潘道夫整理出的。該份文件聲稱這次選舉共有49名樞機參與，但是則列出當中35位樞機的名字。根據潘道夫所整理的資料，由於十二宗徒聖殿司鐸級樞機休未能出席選舉，故此多需要兩位主教級樞機參與。雖然潘道夫沒有寫出兩位主教級樞機的姓名，但則十分清楚地記載兩人是有參與選舉的。然而，由於潘多夫在對立教宗克雷二世在位時發布而當時教會正處於混亂狀態，現代歷史學家質疑該文件的可信性。這份文件還有其他問題:69-80:100-101, 119-134:63-64：
- 文件內容跟其他學者的研究結果有所不同[e]
- 潘道夫所提及的樞機裏有部分是由後來的教宗冊封為樞機，意味著這些「樞機」由宗座出缺至教宗選舉結束期間都並不是樞機

### 出席的樞機選舉人
樞機團的實際人數無法確定，因為各資料來源所列出的樞機人數都不一樣。這裏列出41位樞機選舉人，當中包括6位主教級樞機、20位司鐸級樞機和15位執事級樞機，而當中有36位樞機（4位主教級樞機、18位司鐸級樞機和14位執事級樞機）參與這次選舉。

#### 主教級樞機
- 克雷申齊奧，樞機團團長及薩比娜羅馬城郊教區領銜主教
- 伯多祿·森納士（英语：Pietro Senex），波多羅馬城郊教區領銜主教
- 蘭貝托·斯格拉賓奇[f]，奧斯蒂亞羅馬城郊教區領銜主教（英语：Cardinal-bishop of Ostia）
- 維塔利斯，阿爾巴諾羅馬城郊教區領銜主教

#### 司鐸級樞機
- 博義，樞機團首席司鐸（英语：Protopriest）及聖馬爾谷聖殿司鐸
- 本篤，聖伯多祿鎖鏈堂司鐸
- 阿納斯塔西奧，拉特朗聖格肋孟聖殿司鐸
- 提弗蘇，聖思維及聖馬丁山上聖殿（英语：Santi Silvestro e Martino ai Monti）司鐸
- 若望，聖則濟利亞聖殿司鐸
- 西博爾德，聖若望及保祿堂司鐸
- 萊納，聖瑪策林及聖伯多祿堂司鐸
- 科拉多·德米特里[g]，聖普正珍大殿司鐸
- 額我略，聖普里斯卡堂（英语：Santa Prisca）司鐸
- 達西德利奧，聖巴西德聖殿司鐸
- 德斯達得（英语：Deusdedit of San Lorenzo in Damaso），大馬修斯的聖洛倫佐聖殿（英语：San Lorenzo in Damaso）司鐸
- 額我略·西門子，盧奇娜的聖老楞佐聖殿司鐸
- 若望，聖尤西比奧堂（英语：Sant'Eusebio）司鐸
- 圭多，聖巴爾比納聖殿（英语：Santa Balbina）司鐸
- 若望·卡民斯（英语：Giovanni Cremense），聖基所恭聖殿司鐸
- 薩索·德·阿納尼（英语：Sasso de Anagni），聖斯德望圓形堂司鐸
- 伯多祿·皮薩諾，聖女蘇撒納堂司鐸
- 阿米科，聖聶勒和聖亞基略大殿司鐸及聖溫琴佐艾沃土諾修院（英语：San Vincenzo al Volturno）院長

#### 執事級樞機
- 若望·卡塔尼，樞機團首席助祭（英语：Protodeacon）及希臘聖母堂執事，於這次選舉中當選教宗
- 額我略，聖歐大邱堂（英语：Sant'Eustachio）執事
- 羅穆阿爾，拉塔路聖母堂執事
- 額我略·加埃塔諾，七節樓的聖盧西亞教堂（英语：Santa Lucia in Septisolio）執事
- 阿爾·德·費倫蒂諾，聖色爾爵及伯古斯堂執事
- 西奧博爾德·博加·佩科拉，新聖母堂（英语：Santa Maria Nuova (church)）執事
- 羅斯民洛，維拉布洛聖喬治聖殿執事
- 伯多祿·比亞尼[h]，聖葛斯默和達彌盎聖殿執事
- 德里西奧·迪·桑格羅（英语：Oderisio di Sangro），聖阿加塔堂（英语：Sant'Agata dei Goti）執事
- 哥米斯，阿郊洛聖母堂（英语：Santa Maria in Aquiro）執事
- 額我略·巴巴拉斯基[i]，魚市場的聖安傑洛堂（英语：Sant'Angelo in Pescheria）執事
- 格斯葛羅，聖尼各老監獄堂執事
- 恩里科·德·馬薩拉，聖戴多祿堂執事
- 克雷申齊奥·德·阿納尼

### 缺席的樞機選舉人
- 若望·馬斯卡洛，主教級樞機，弗拉斯卡蒂主教[11]:100
- 古羅·拜仁那斯，主教級樞機，帕萊斯特里主教及法國駐宗座大使[11]:100
- 聖安那斯的博斯（英语：Boso of Sant'Anastasia），司鐸級樞機，聖亞納大西亞聖殿司鐸及西班牙駐宗座大使[11]:100
- 休·阿拉特里，司鐸級樞機，十二宗徒聖殿司鐸及齊爾切奧峰總督[11]:100
- 若望，執事級樞機，多米尼克聖母堂（英语：Santa Maria in Domnica）執事及蘇比亞科修道院院長[12]:233

## 選舉過程
選舉於1月24日開始，樞機團認為有幾位樞機均有能力勝任教宗一職。很快，樞機團得出一個共識並選出喬瓦尼·卡塔尼樞機，他取名為「傑拉二世」。

## 後續
當選教宗後不久，教宗傑拉二世被羅馬帝國的人囚禁。新教宗在羅馬人的協助下獲釋後隨即前往拉特朗聖若望大殿。
教宗傑拉二世的晉鐸、晉牧及加冕禮於3月10日舉行，正式成為天主教第161任教宗。

## 軼事
不計算對立教宗，這次是自1061年設立教宗選舉起首次有4位未來教宗同時參與選舉。他們分別是於這次選舉中當選教宗的格拉修二世，1124年至1130年出任教宗的何諾二世，1130年至1143年出任教宗的諾森二世和1153年至1154年出任教宗的達西四世。